# Wedenski rajon
Der Wedenski rajon (tschetschenisch Веданан кӏошт Wedanan kjoscht) ist eine administrativ-territoriale Einheit und eine Gemeindeformation (Gemeindebezirk) in der Tschetschenischen Republik der Russischen Föderation. Das Verwaltungszentrum ist das Dorf Wedeno.

## Geographische Lage
Der Rajon Wedenski liegt in einem Berggebiet im Südosten der Republik. Seit dem 1. Januar 2020 beträgt die Fläche 940,24 km². Zahlreiche Berge prägen den Süden des Rajons: Gora Zargaylam (1981 m, Гора Заргайлам), Gora Charmoilam (2361 m, Гора Чармоилам), Gora Khorch’ (1529 m, Гора Хорочь), Gora Gorgo-Irzoy (1521 m, Гора Горго-Ирзой), Gora Gizcheny (1561 m, Гора Гизчены), Gora Tyur’yelam, (1680 m, Гора Турьелам). Einige davon bilden auch die Grenze zum benachbarten Dagestan. Die bedeutendsten Flussläufe sind Zuflüsse der Reka Khulkhulau: Arzhi-Akhk (Аржи-Ахк), Elistanzhi (Элистанжи) und Akhkichu (Ахкичу). Die klimatischen Bedingungen sind durch Gebirgsstufen gekennzeichnet. Im Norden der Region, bis zu einer Höhe von 1000 Metern ist das Klima mäßig kontinental mit warmen Sommern und milden Wintern, und im Süden wird das Klima mit zunehmender Höhe weniger kontinental – mit kühlen Sommern und mäßig kalten Wintern. Im nördlichen Teil gibt es gebirgige, braune, kalkhaltige Zwischenwaldböden – Bergwald, graubraune Böden. Im südlichen Teil der Region entwickeln sich schwach podsolisierte Bergwiesen, subalpine, bergsteppenskelettierte Böden.

## Geschichte
Am 13. Mai 1961 wurde ein Teil des Territoriums des abgeschafften Rajons Sayasanovsky dem Rajon Wedenski angegliedert.

## Bevölkerung
Die letzten beiden Volkszählungen ergaben 23.390 (2002) beziehungsweise 36.801 Einwohner (2010). Das hohe Bevölkerungswachstum in diesen acht Jahren betrug somit 57,34 Prozent.
Bei der Volkszählung 2010 wurden folgende Nationalitätenangaben gemacht: 35.660 (96,90 %) Tschetschenen, 341 (0,93 %) Russen, 169 (0,46 %) Awaren und 107 (0,29 %) Lesgier. 351 Menschen gehörten anderen Nationalitäten an und 173 Personen nannten keine Nationalität.
Die Frauen sind mit 18.842 (51,20 %) Personen die Bevölkerungsmehrheit. Auf 100 weibliche kommen nur 95 männliche Personen.

## Sehenswürdigkeiten der Gegend

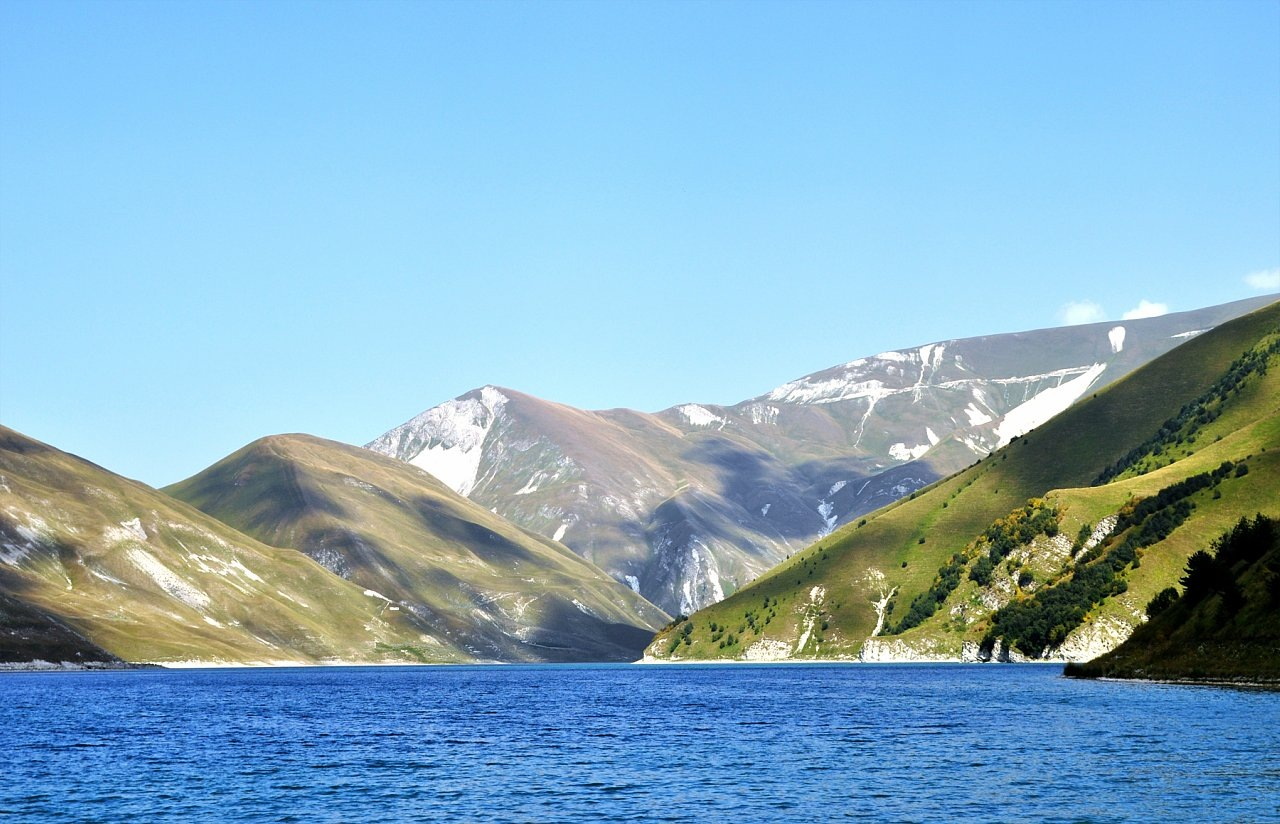
Der See Kesenoiam

Die Attraktion der Region ist der Kesenoiam – der größte und einzige See in den Bergen. In Bezug auf Größe und Höhe über dem Meeresspiegel liegt dieser See auf dem Niveau der Blauen Seen von Kabardino-Balkarien und des Ritsa-Sees in Abchasien. Früher befand sich dort die Basis des olympischen Kajakteams der UdSSR.
- Khedin Ziyarat (Хедин Зиярат), islamisches Heiligtum.